# Tour LU

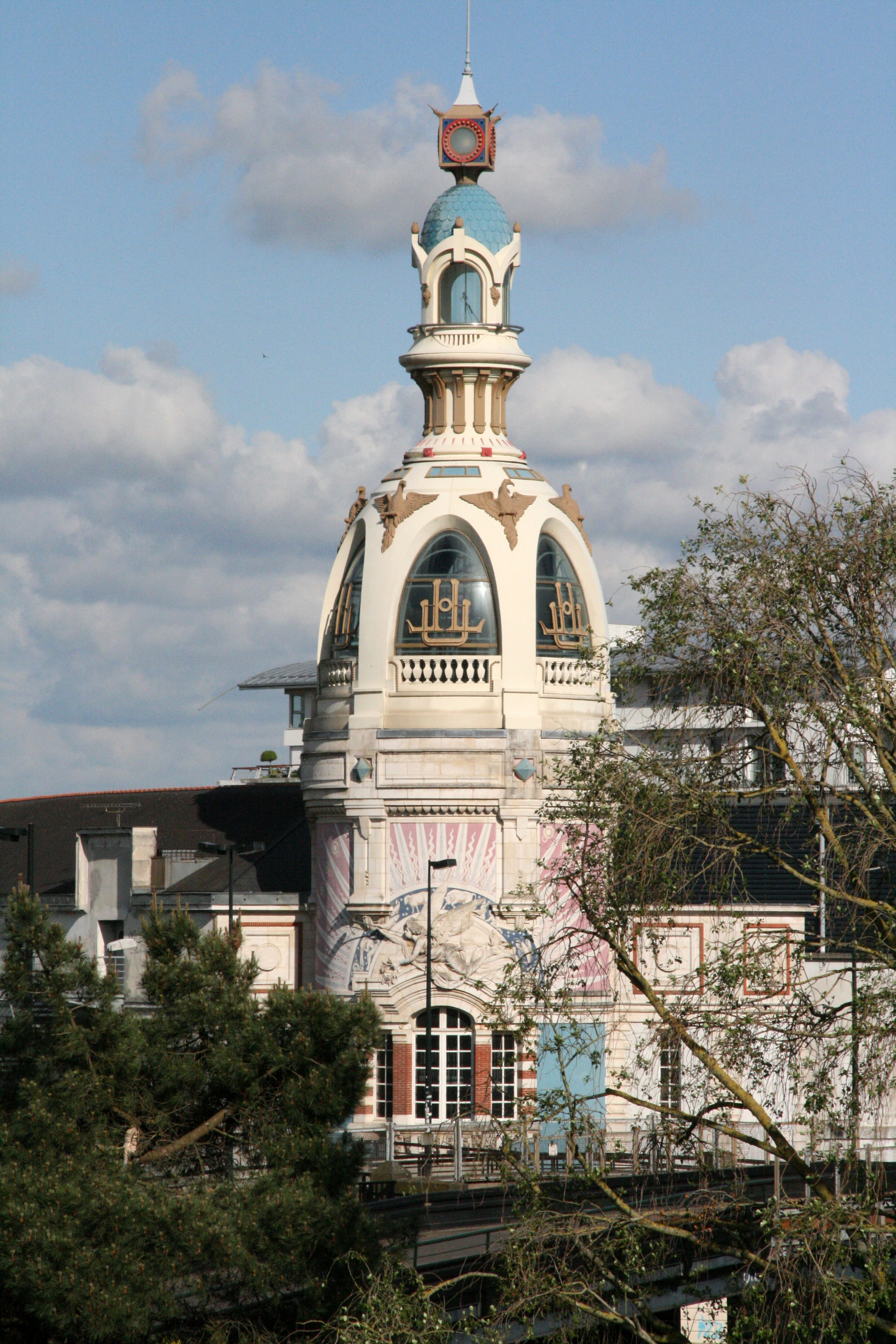
Tour LU

Tour LU ist die allgemeine Bezeichnung für den wahrzeichenhaften Turm der früheren Keksfabrik Lefèvre-Utile nahe dem Zentrum  von Nantes.

## Geschichte
Louis Lefèvre-Utile erwarb 1885 ein Grundstück nahe dem Schloss am Ufer des Kanals Saint-Félix. Bis 1974 stand hier die von ihm gegründete und immer wieder erweiterte Keksfabrik LU. 1888, nach einem Großbrand, und 1899 kam es zu großen, architektonisch anspruchsvollen Umbauten. Der Architekt Auguste Bluysen schuf zu Beginn des 20. Jahrhunderts die zwei wahrzeichenhaften Türme links und rechts der Avenue Carnot.
Dieses Ensemble wurde 1974 zerstört, ein Turm allerdings in den 1990er Jahren (bis 1998) rekonstruiert. Das Pendant des 1905 errichteten Turms im Stil des Art nouveau fiel einem Hotelneubau zum Opfer. Die Abkürzung LU  steht heute für lieu unique („einzigartiger Ort“); der stehen gebliebene Teil der ehemals weitläufigen Keksfabrik wird kulturell genutzt.